# Atração turística

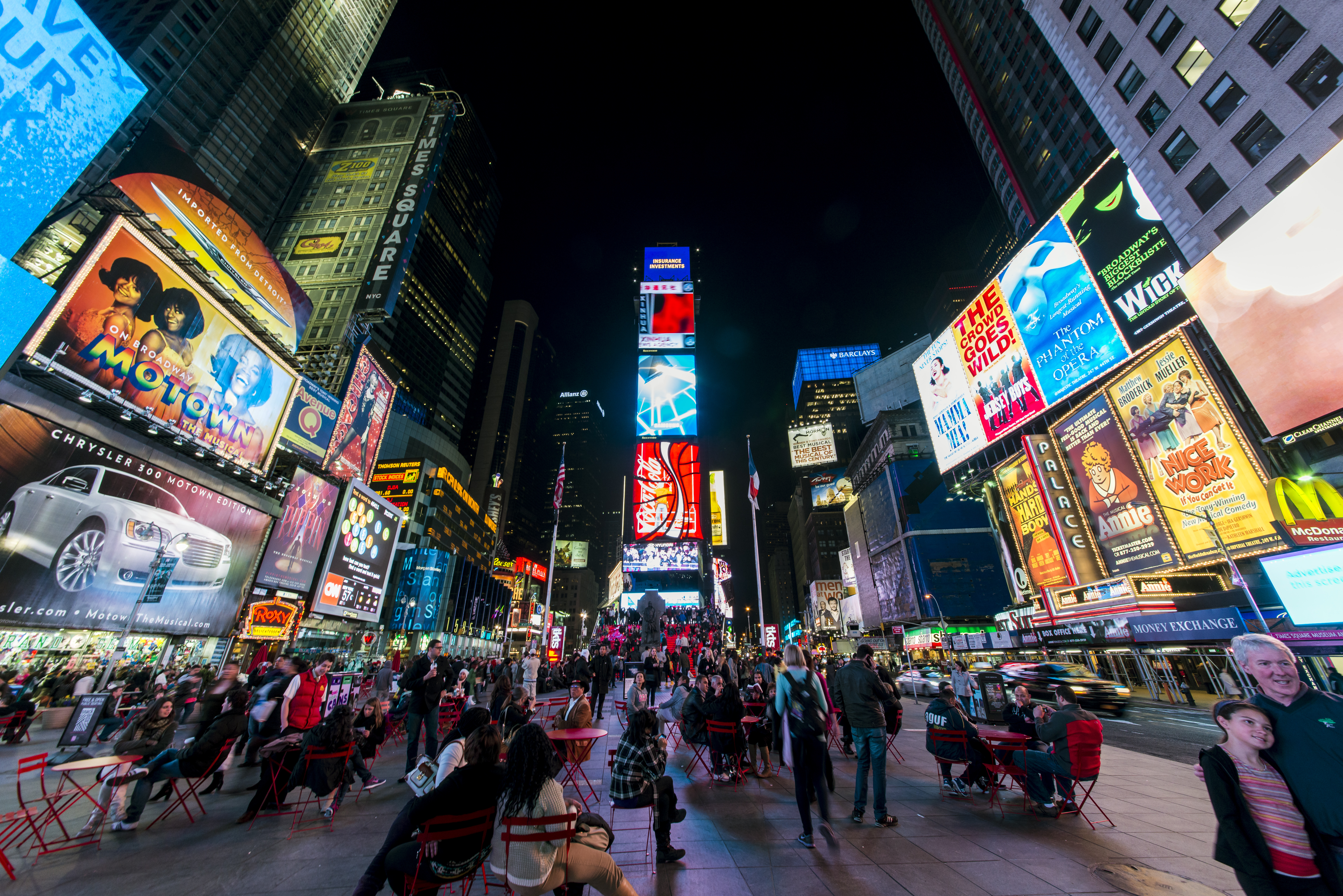
Times Square em Midtown Manhattan, Nova York, é o centro do distrito de teatros da Broadway e um centro de mídia. O cruzamento também tem uma das maiores taxas de frequência anual de qualquer atração turística do mundo, estimada em 50 milhões.

Uma atração turística é um local de interesse onde os turistas visitam, tipicamente pelo seu valor natural ou cultural inerente ou exposto, significado histórico, beleza natural ou construída, proporcionando lazer e diversão.

## Modalidades

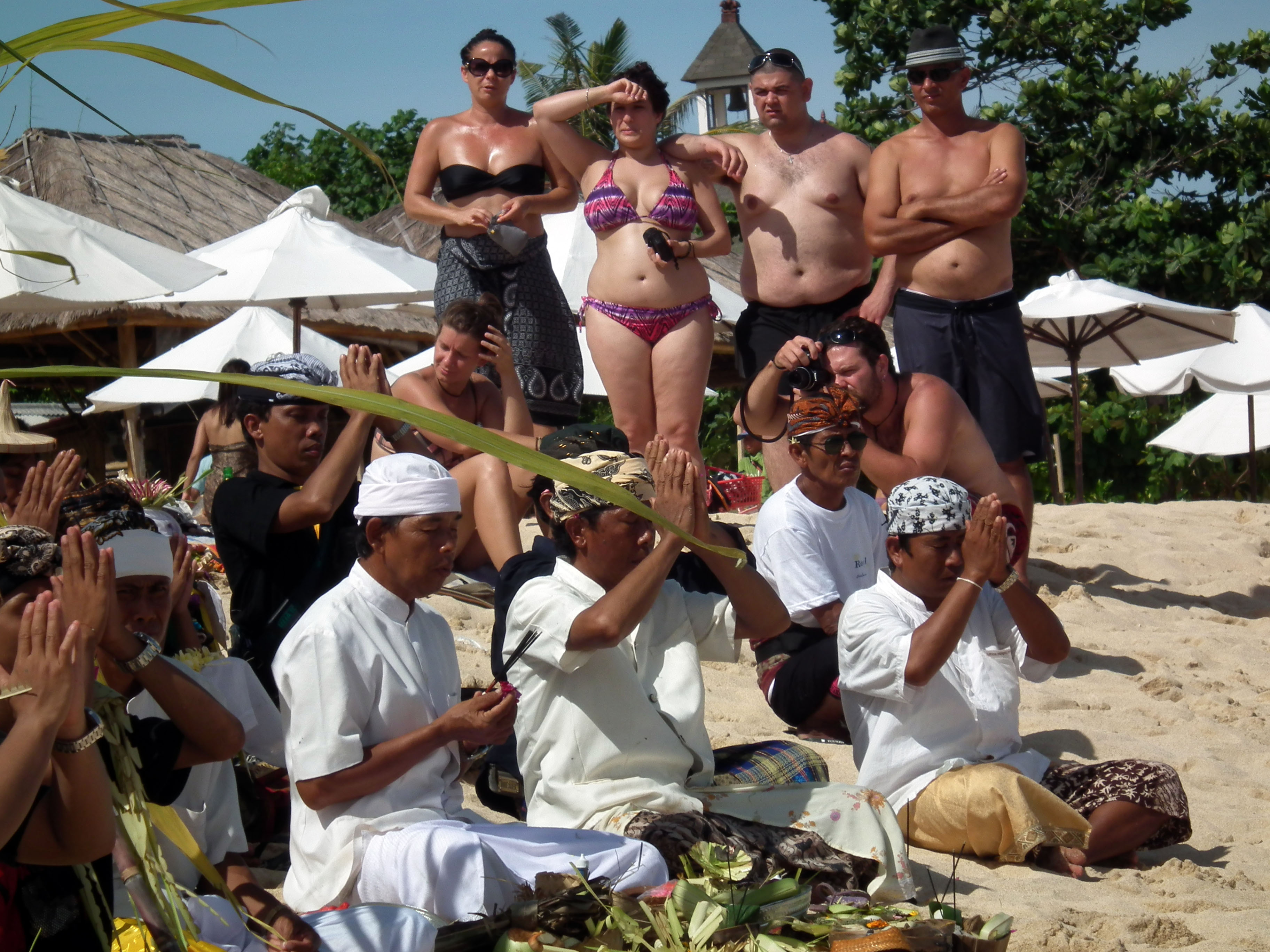
As praias tropicais e a cultura balinesa são atrações que atraem turistas a este famoso resort na ilha, como os rituais Melasti realizados na praia.

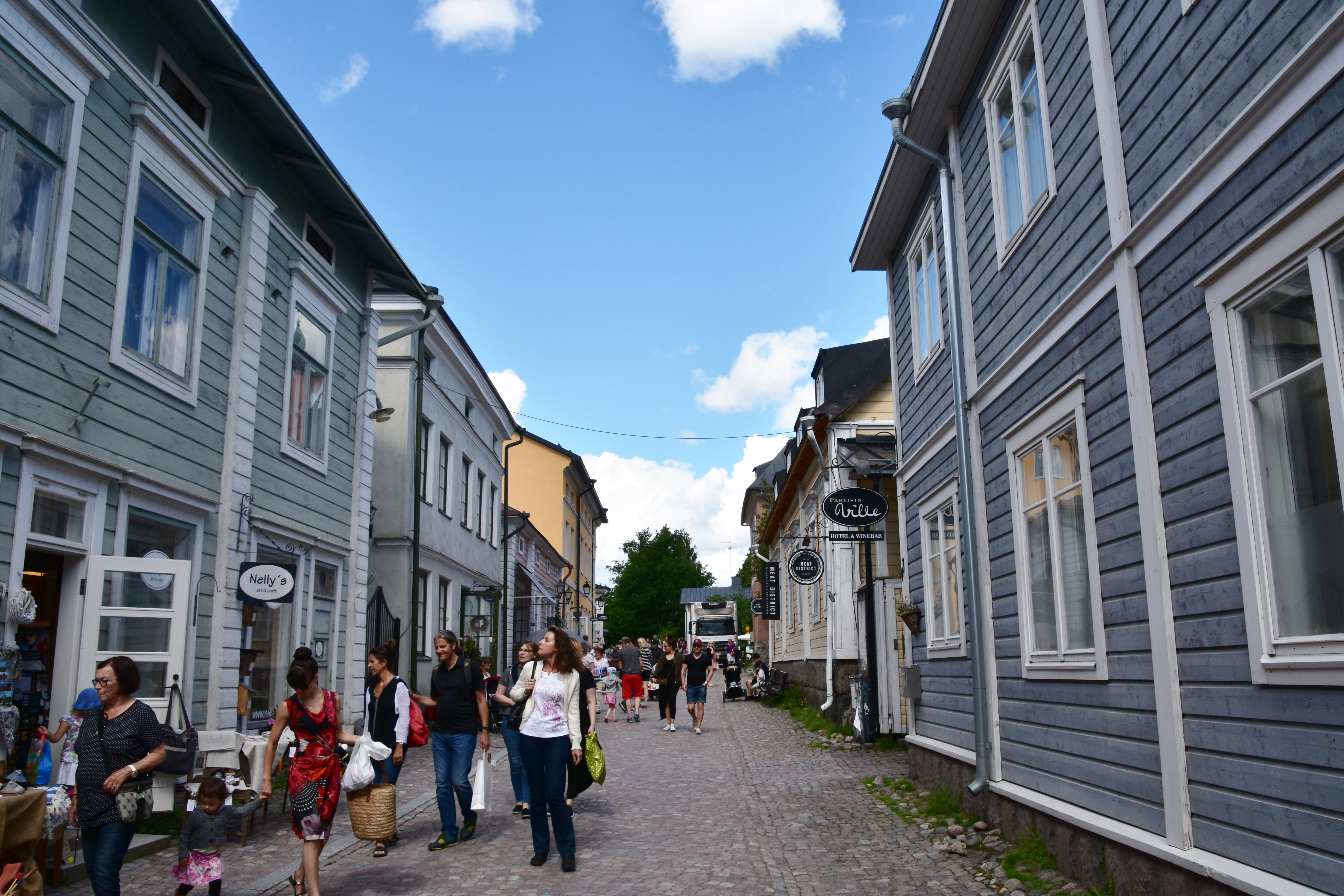
Turistas se familiarizando com a estrutura da cidade velha medieval de Porvoo.

Locais de belezas naturais como praias, resorts em ilhas tropicais, parques nacionais, montanhas, desertos e florestas são exemplos de atrações turísticas tradicionais que as pessoas podem visitar. As atrações turísticas culturais podem incluir locais históricos, monumentos, templos antigos, zoológicos, aquários, museus e galerias de arte, jardins botânicos, edifícios e estruturas (como fortes, castelos, bibliotecas, antigas prisões, arranha-céus, pontes), parques temáticos e carnavais, museus de história viva, arte pública (esculturas, estátuas, murais), comunidades de enclaves étnicos, trens históricos e eventos culturais. Visitas a fábricas, patrimônio industrial, arte criativa e oficinas de artesanato são objeto de nichos culturais como o turismo industrial e o turismo criativo. Mas eventos esportivos como um jogo de futebol, corrida de Fórmula 1 ou regata de vela também podem atrair turistas.

As expectativas dos turistas ao visitar um determinado local estão relacionadas a várias características do destino escolhido: cultura, arquitetura, gastronomia, infraestrutura, paisagem, eventos, compras, etc. Essas características atraem as pessoas ao destino e contribuem para a experiência geral da viagem. O objetivo principal das atrações é atrair a atenção do cliente para que ele possa ir a um local específico e explorar as várias atrações nas férias. Na indústria de viagens e turismo, as atrações desempenham um papel particularmente importante, pois atrai turistas de todo o mundo.

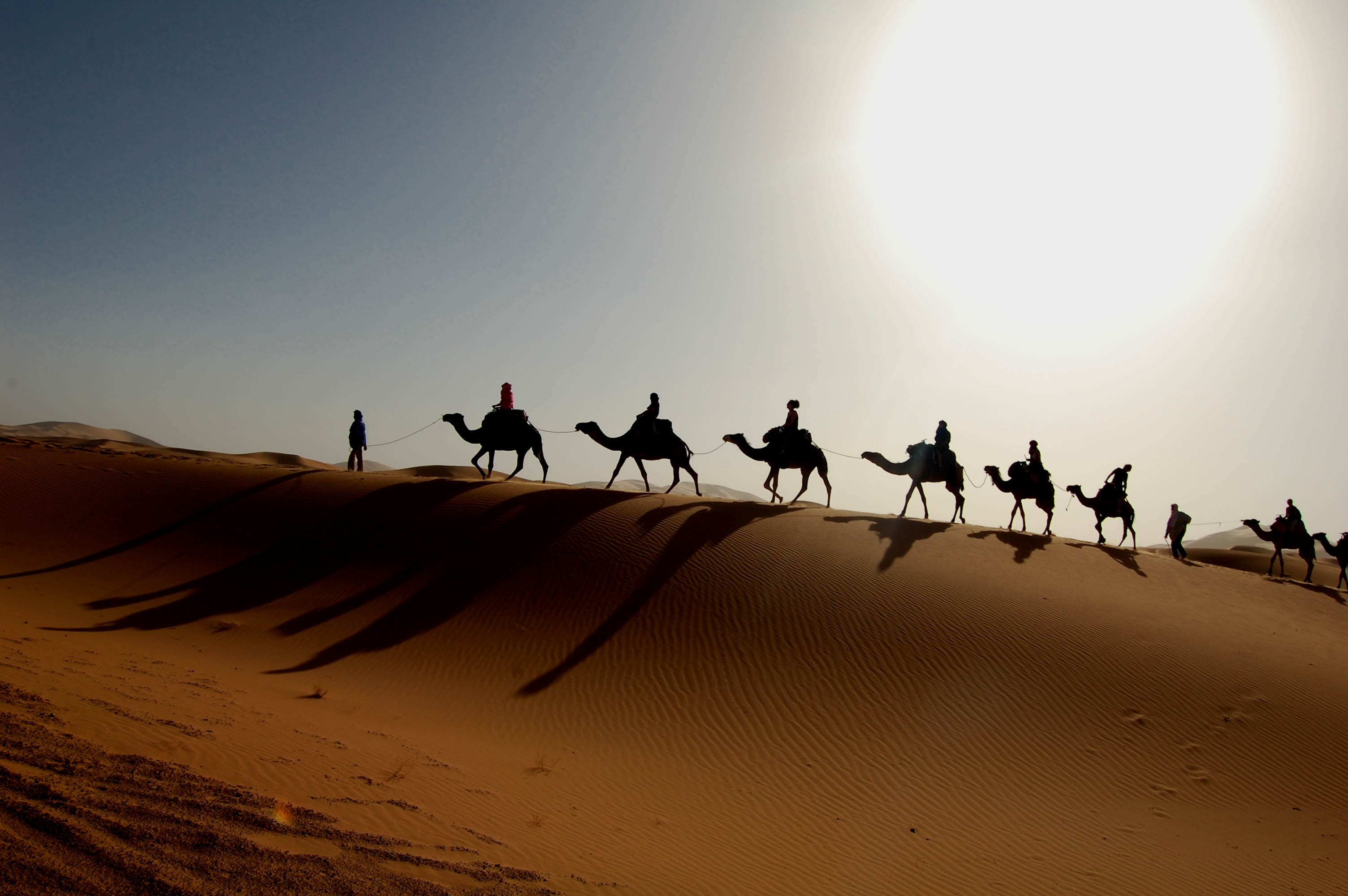
Desertos como o Saara também são atrações turísticas.

As atrações turísticas também são criadas para capitalizar em lendas, como um suposto local de acidente de OVNIs perto de Roswell, Novo México, e os supostos avistamentos de monstros de Loch Ness na Escócia. Comunidades étnicas podem se tornar atrações turísticas, como Chinatowns nos Estados Unidos e o bairro britânico de Brixton em Londres, Inglaterra. Os turistas também procuram experiências culinárias locais especiais, como cozinhas de rua em metrópoles asiáticas ou a cultura de café na Europa Central. Em particular, os bens culturais e os locais individuais do Patrimônio Mundial da UNESCO se tornou uma atração turística. Se muitos turistas frequentam lugares individuais, isso pode levar à poluição ambiental e à resistência da população local, como em Barcelona ou Veneza. Em relação a todo este assunto, já existem listas de destinos não recomendados aos turistas.

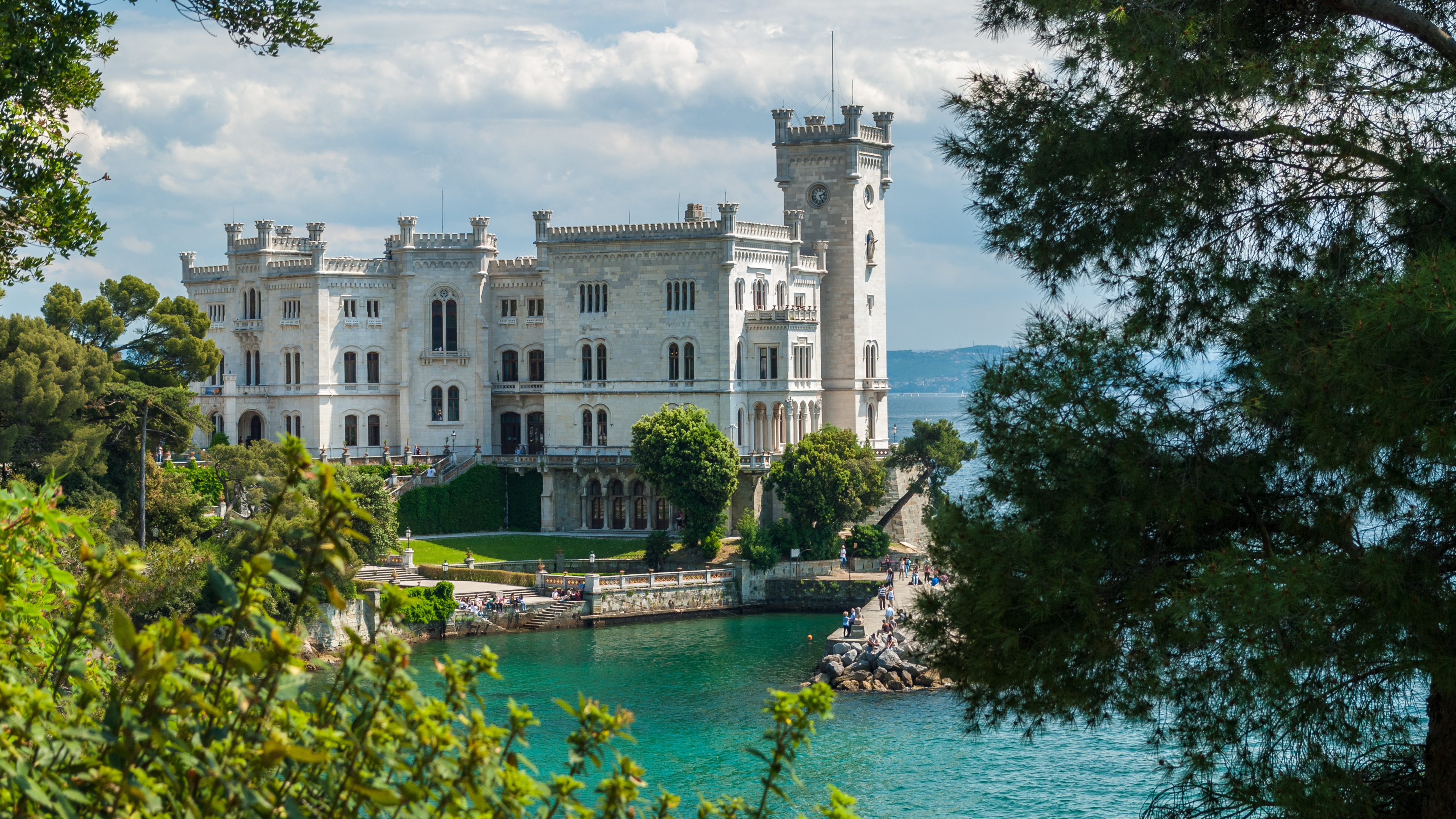
Castelo Miramare, Trieste - uma das principais atrações turísticas do norte da Itália, que é visitado principalmente por italianos.

Embora algumas atrações turísticas proporcionem aos visitantes uma experiência memorável por uma taxa de admissão razoável ou mesmo gratuita, outras podem ser de baixa qualidade e superfaturar seus produtos e serviços (como entrada, comida e souvenirs) para lucrar excessivamente com os turistas. Esses lugares são comumente conhecidos como armadilhas para turistas.

## Exemplos

### Construções famosas

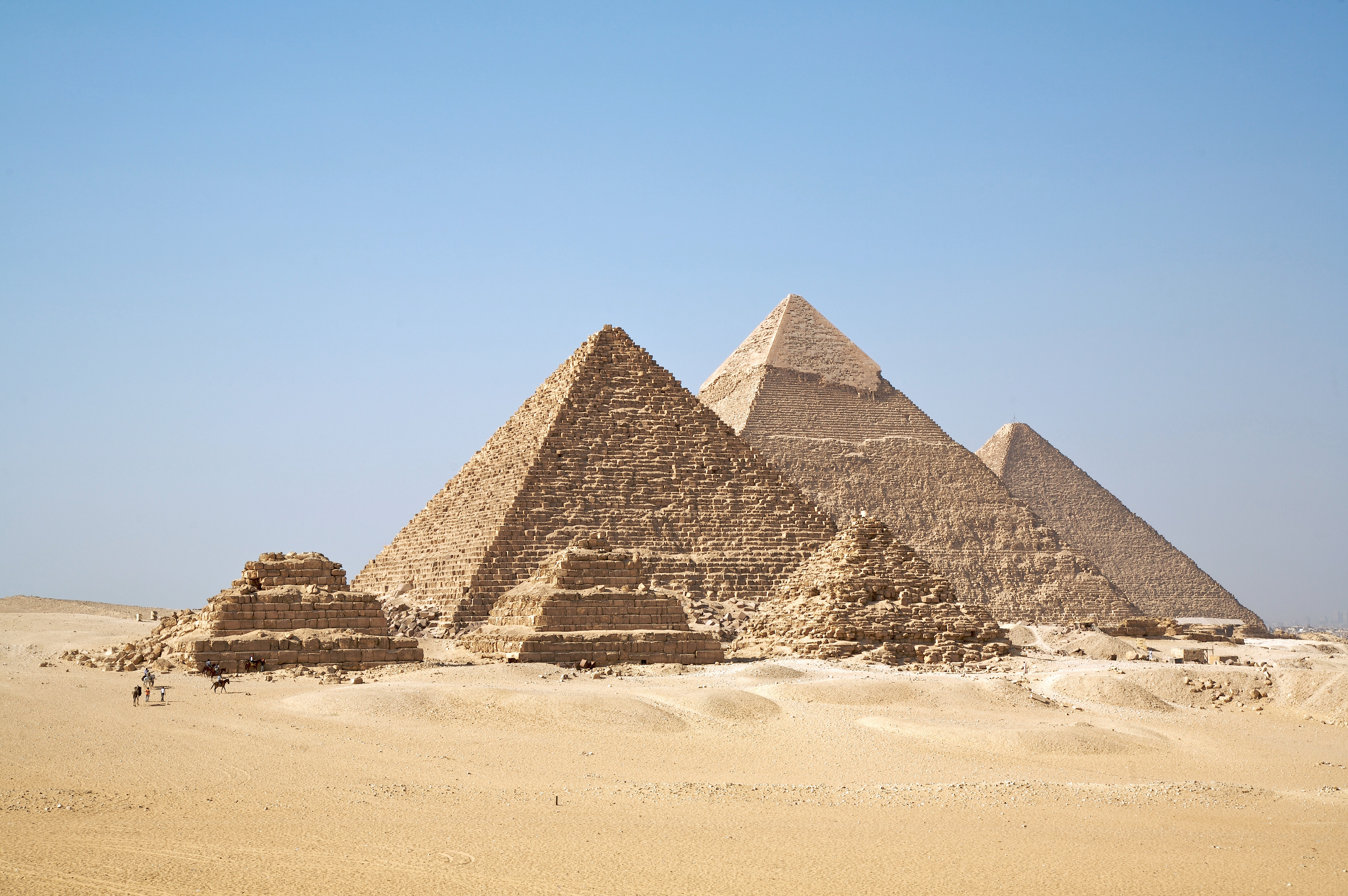
As pirâmides egípcias, uma das atrações mais importantes do mundo desde os tempos antigos
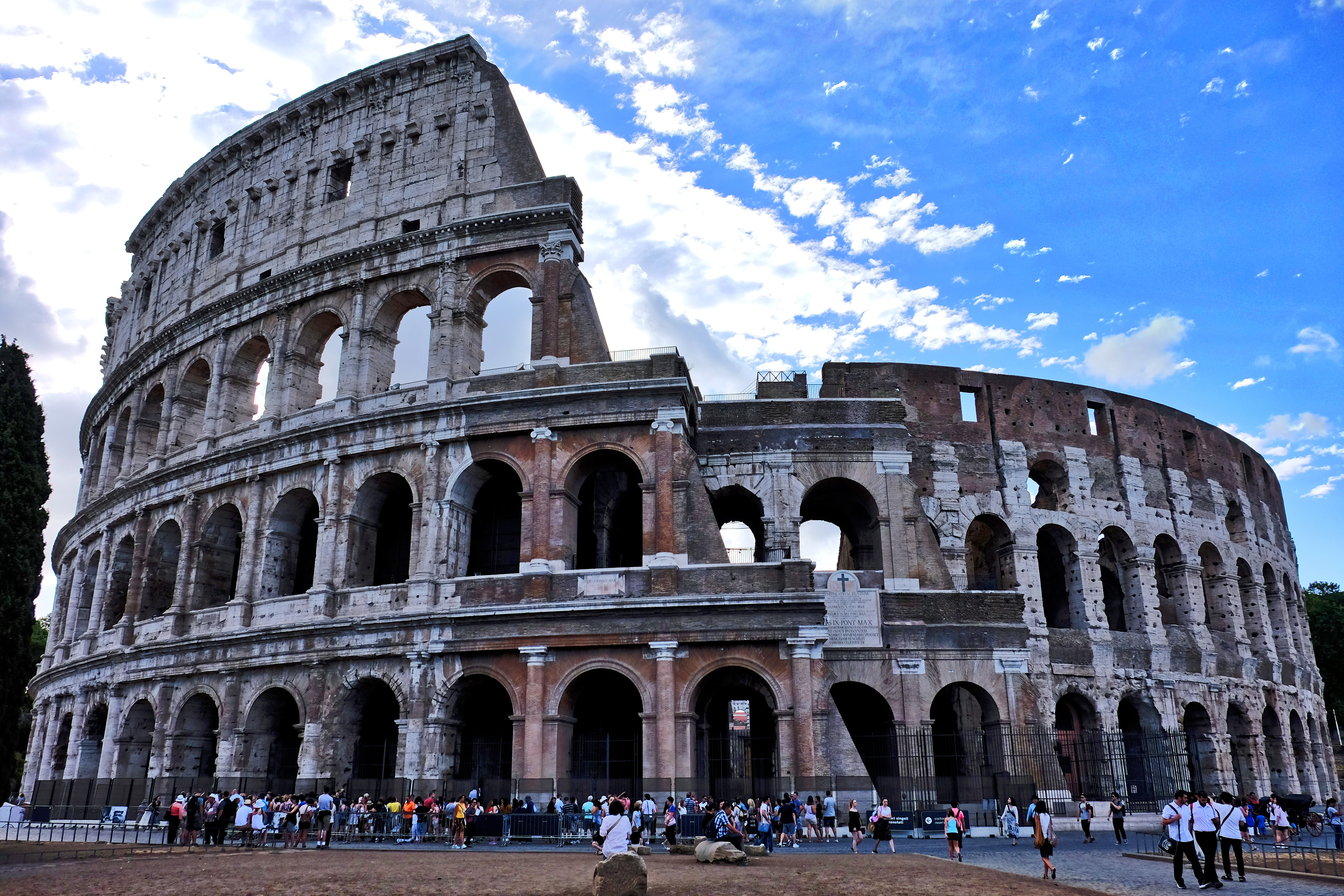
O Coliseu de Roma, Itália, com 7,4 milhões de turistas, é uma das atrações turísticas mais populares do mundo.
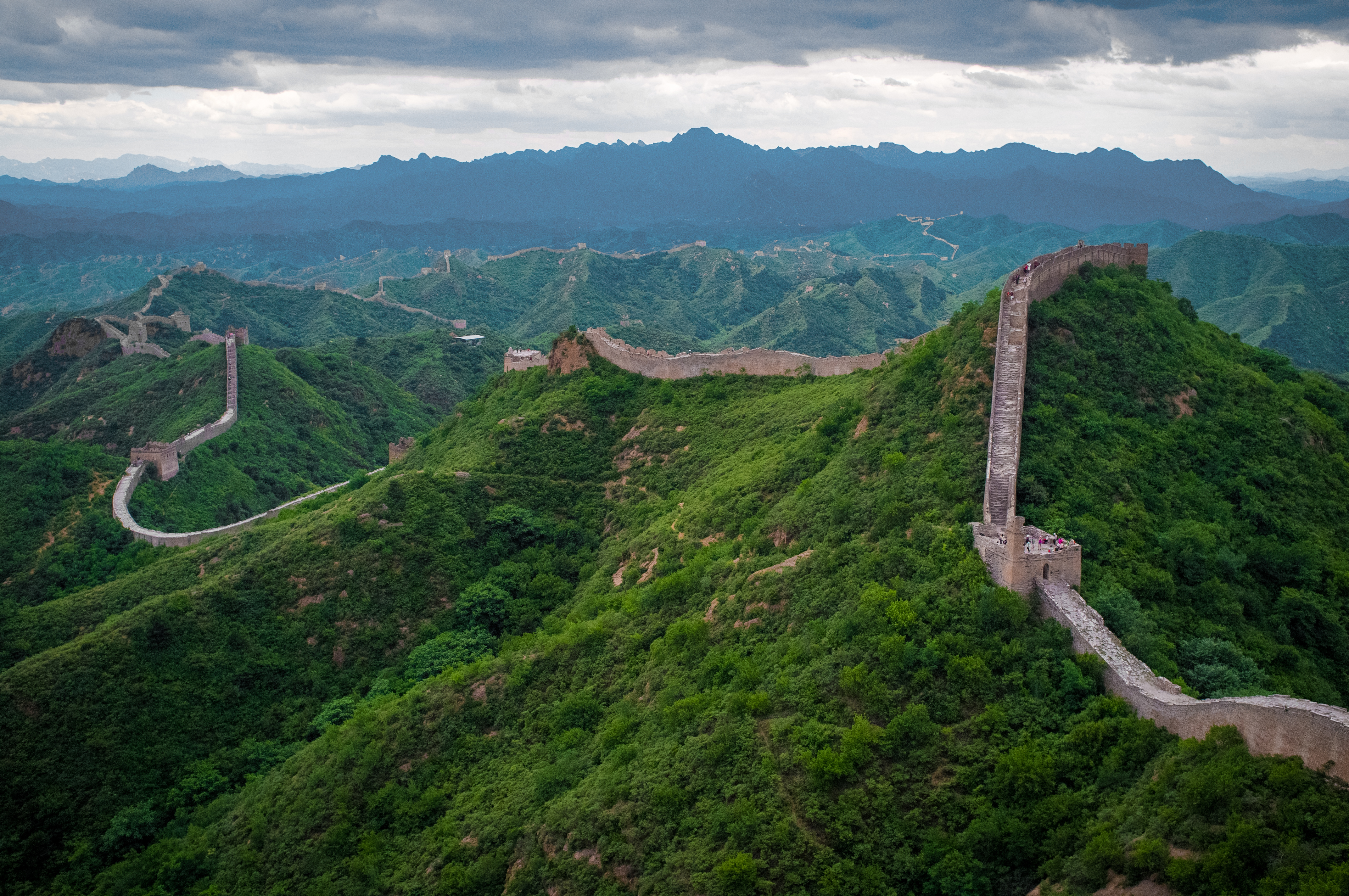
A Grande Muralha da China é uma atração turística popular.
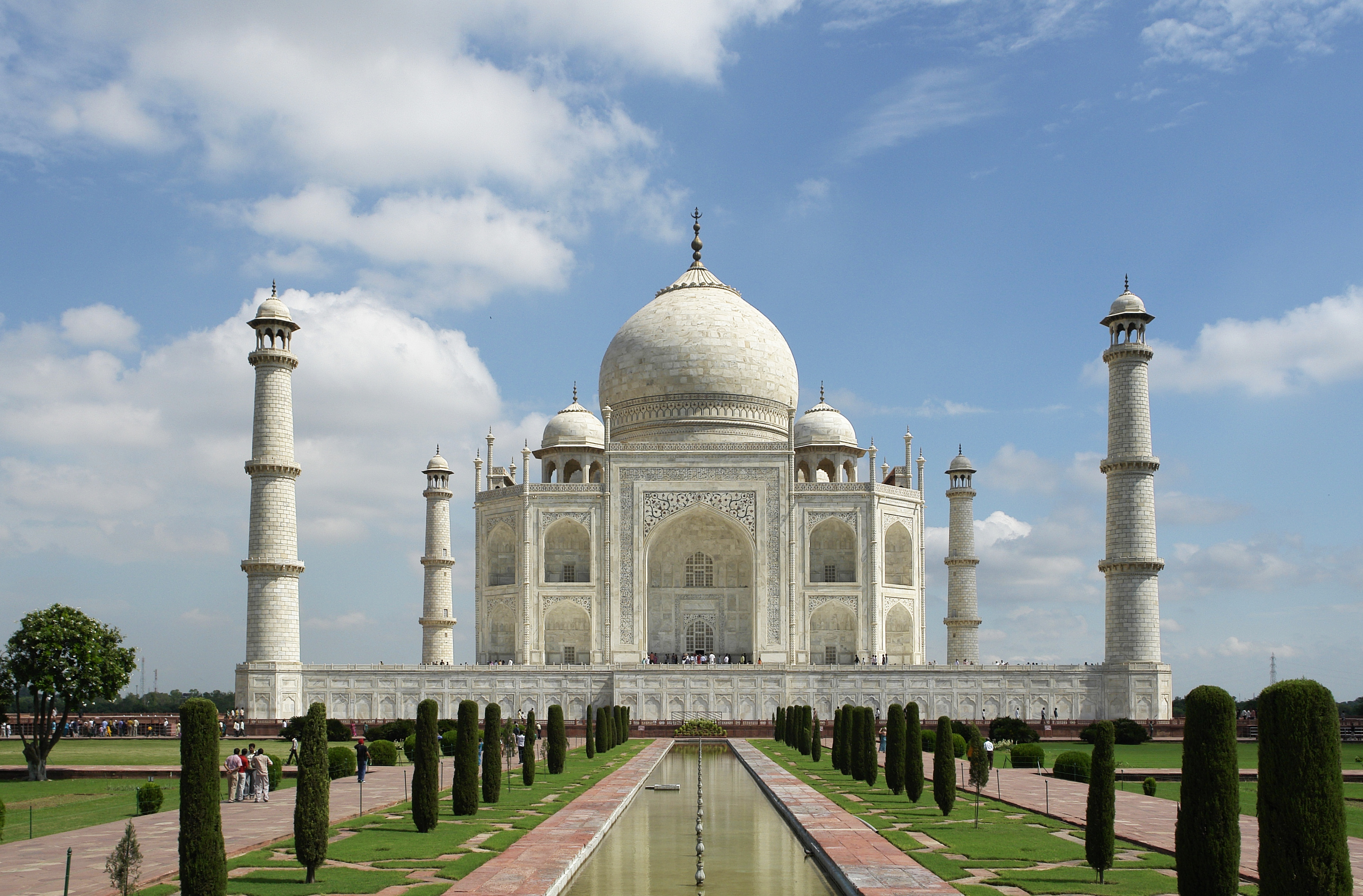
O Taj Mahal em Agra, Índia, uma atração turística popular. Mais de 7 a 8 milhões visitam o Taj Mahal todos os ano

### Localidades com belezas naturais

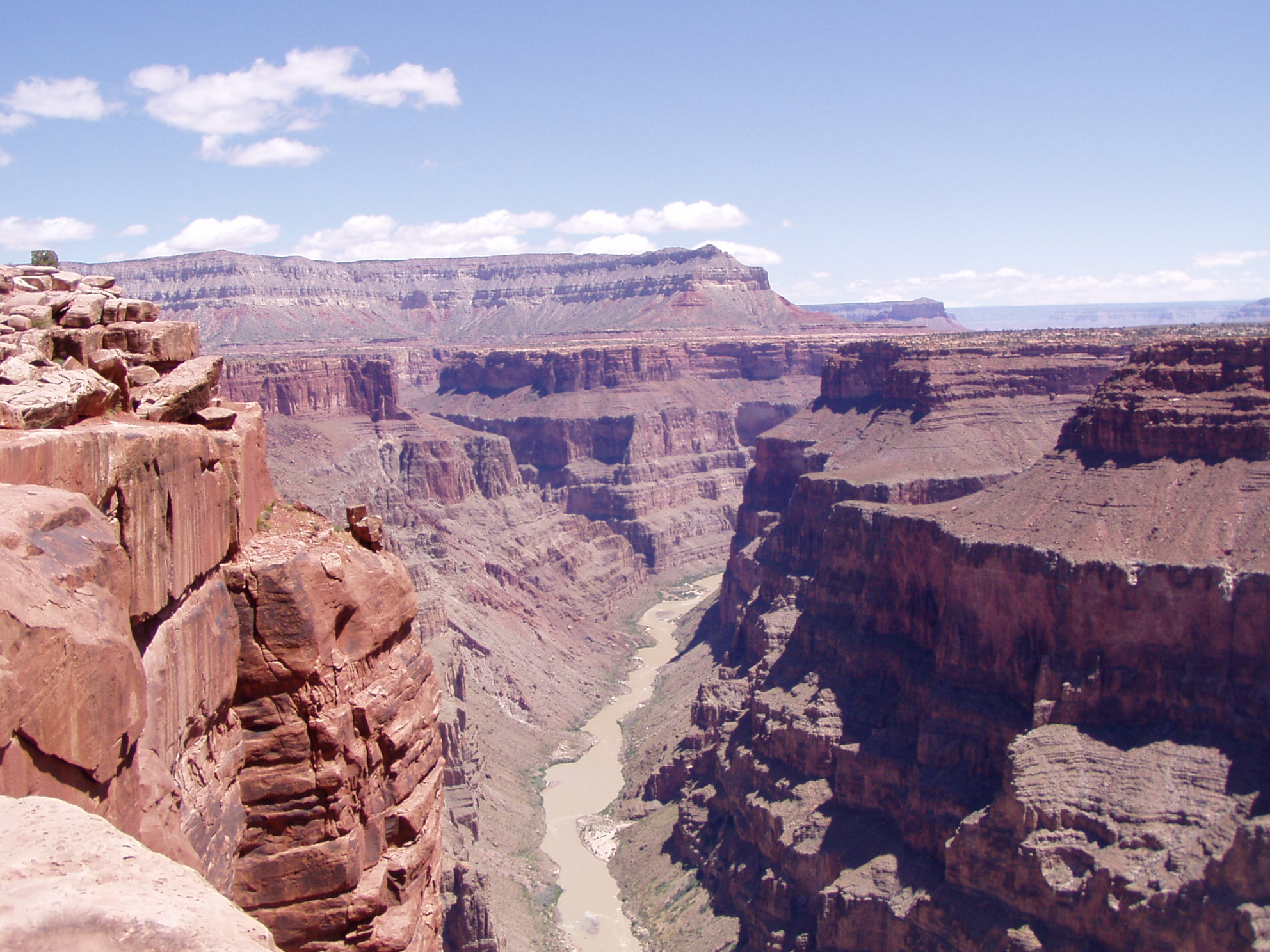
Grand Canyon (EUA), uma maravilha natural famosa por suas vistas profundas.
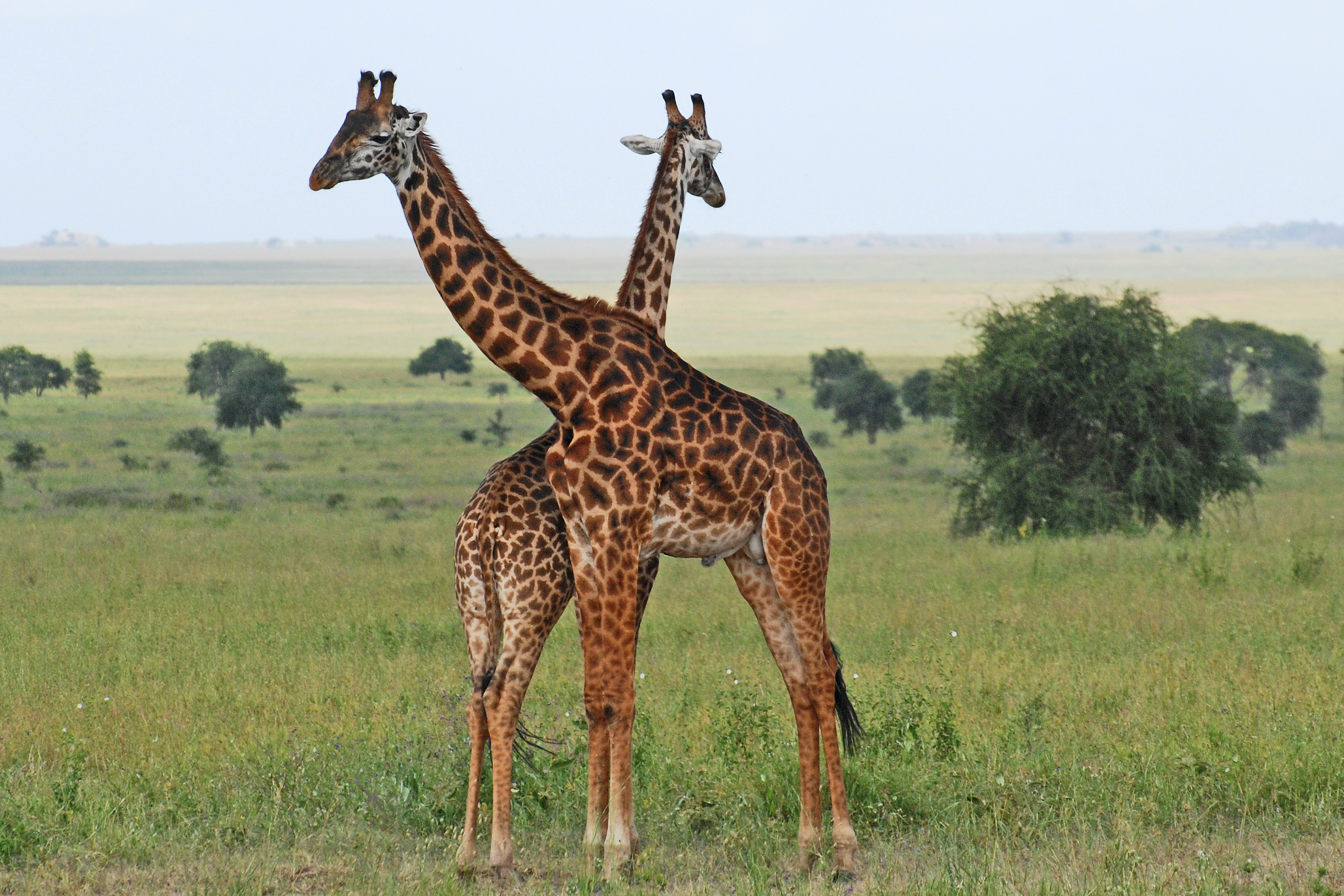
O Serengeti, na África, é um dos maiores e mais famosos parques nacionais do mundo
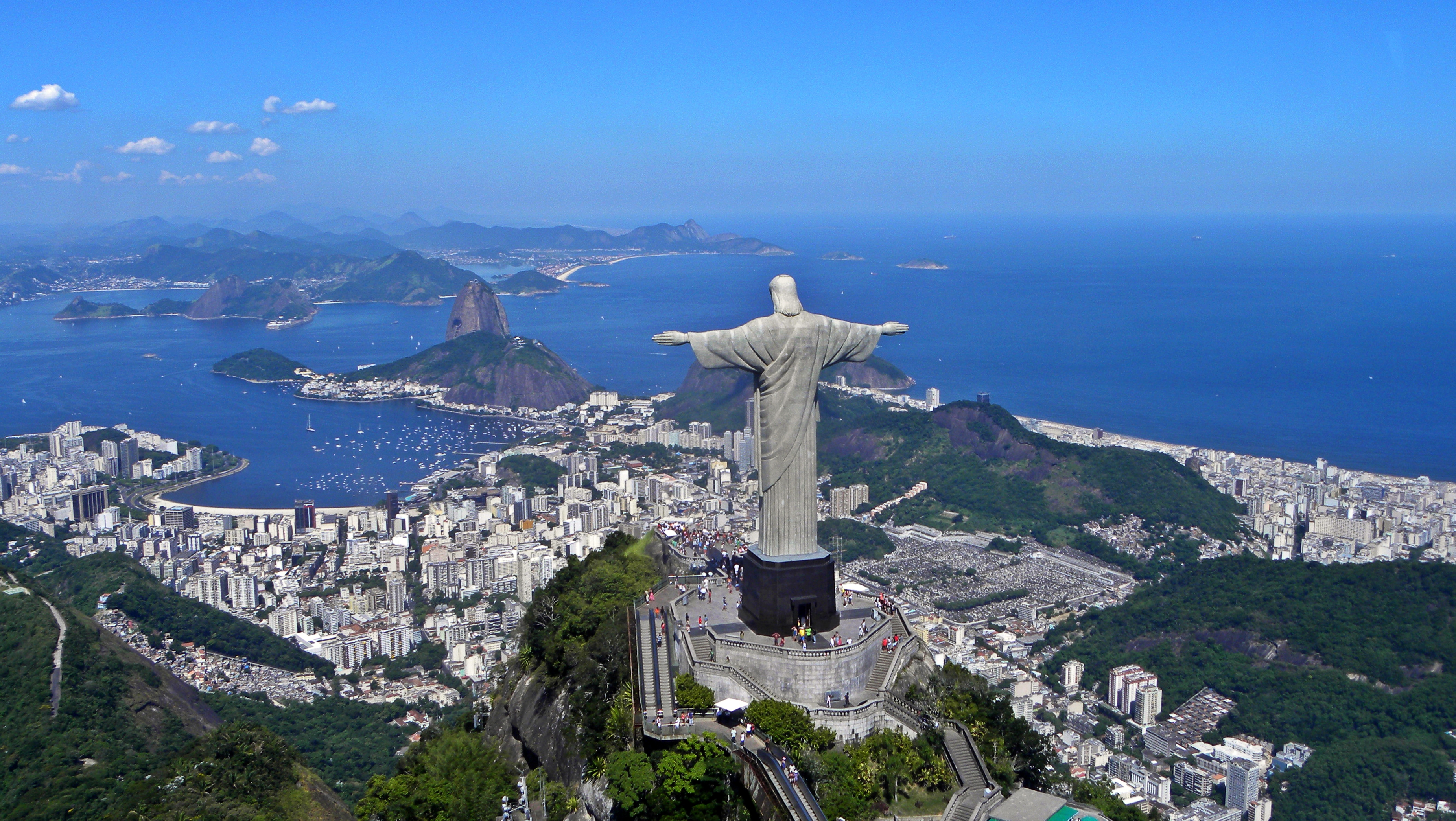
A área da baía próxima ao Rio de Janeiro (Brasil) - mar, praias e montanhas íngremes com selva.

### Atrações culturais

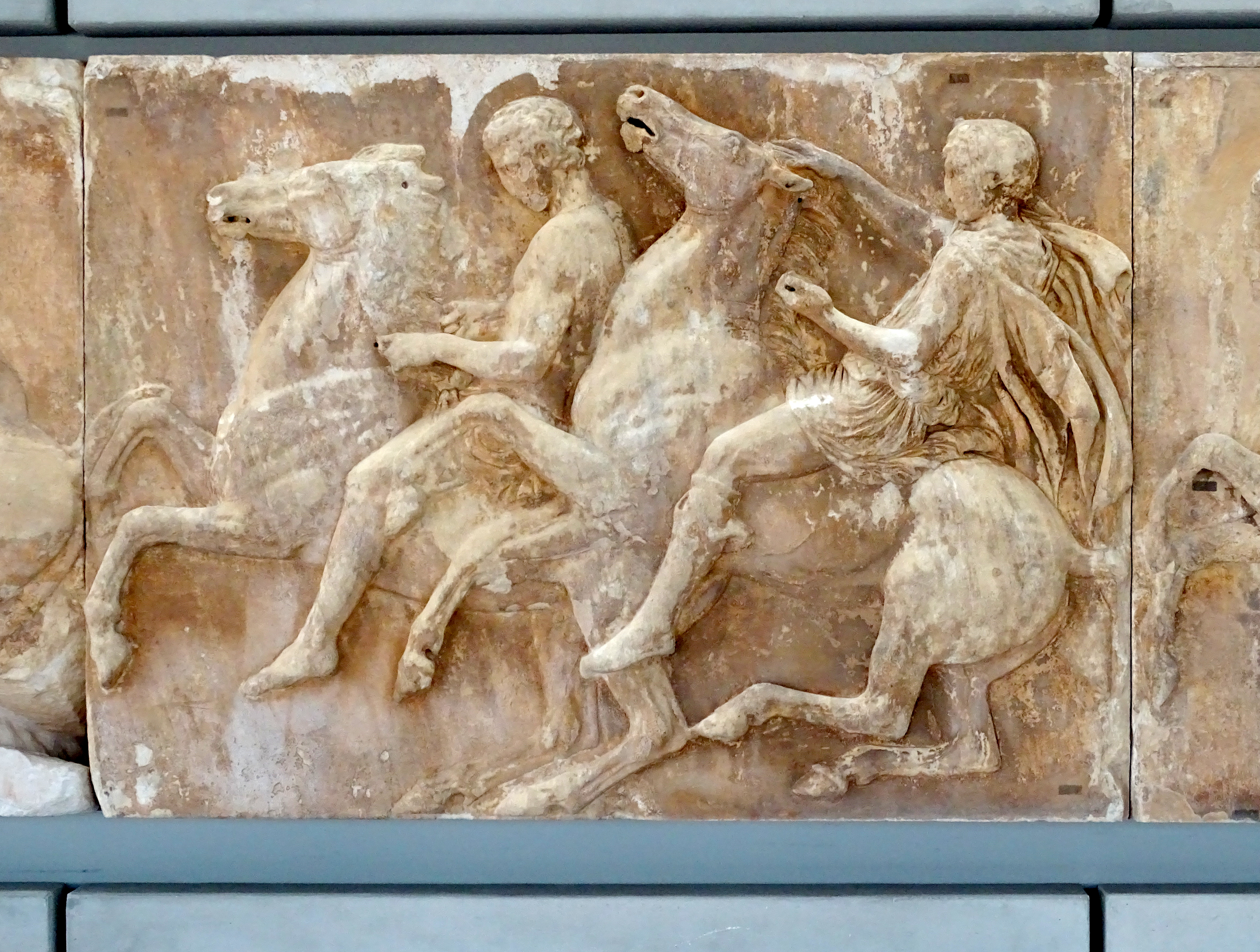
Museu da Acrópole, com achados e objetos da Acrópole de Atenas
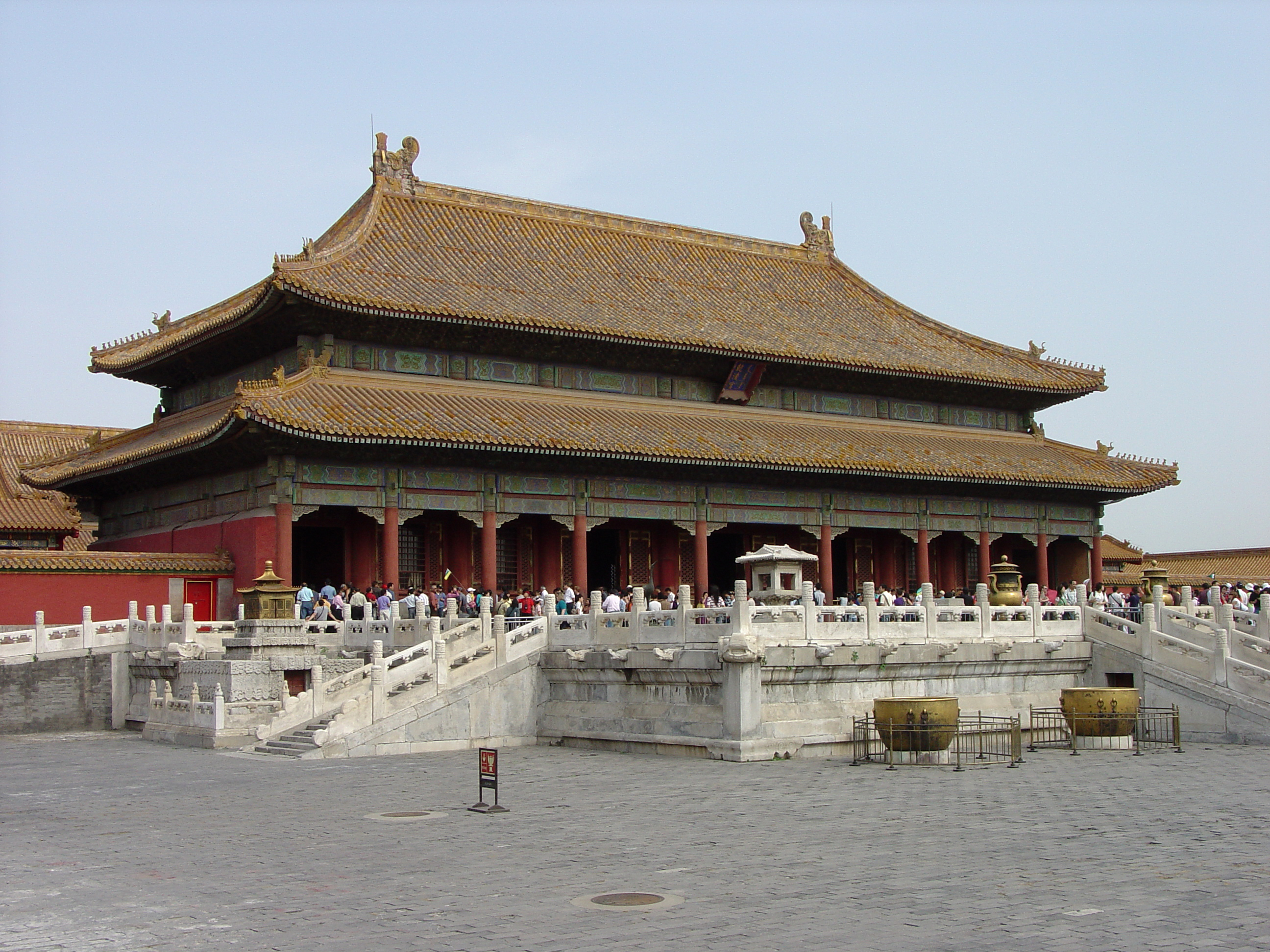
A Cidade Proibida é um complexo de edifícios como a única obra de arte
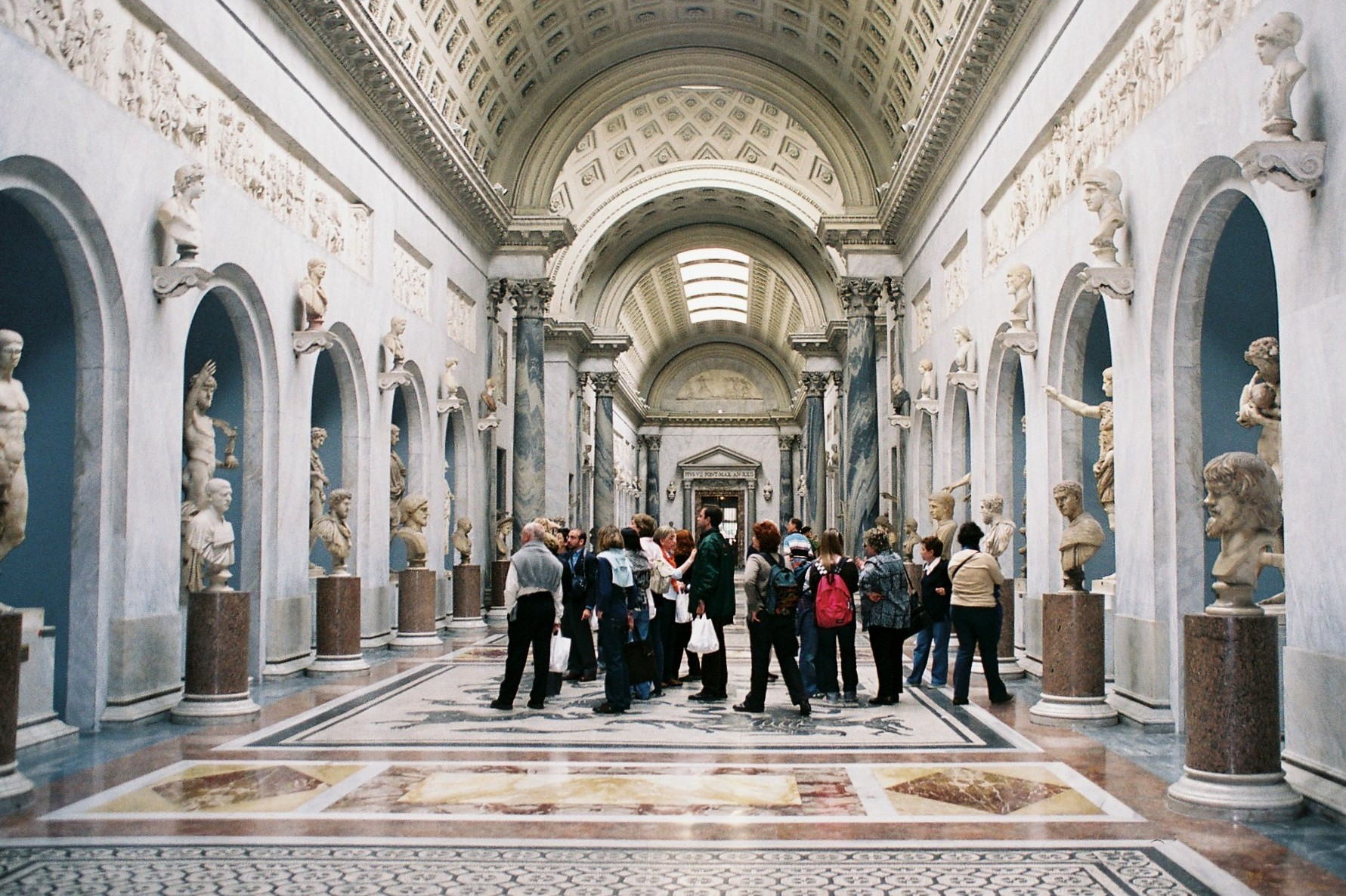
Museus do Vaticano, um dos museus mais famosos do mundo

## Destino turístico
Um destino turístico é uma cidade, vila ou outra área que dependa significativamente das receitas do turismo, ou "um país, estado, região, cidade ou vila que é comercializada ou se autodenomina como um local para os turistas visitarem".
França, Estados Unidos e Espanha foram os três destinos internacionais mais populares em 2017. O número total de viajantes internacionais que chegaram a esses países foi de cerca de 234 milhões, contribuindo com 8,9%, 7,7% e 14,9%, respectivamente, para o PIB total desses países.
Embora alguns anos atrás a África fosse pobre em turismo, o continente é atualmente considerado a segunda região turística de crescimento mais rápido, com mais de 67 milhões de turistas visitando a África em 2018. A Etiópia, com uma taxa de crescimento de 48,6% em 2018, está no topo da a lista de centros turísticos africanos. Outros locais turísticos na África incluem Cidade do Cabo, África do Sul, Necrópole de Gizé, Egito, Reserva Nacional Maasai Mara, Quênia, Cataratas Vitória, Zimbábue e Zâmbia.
Do ponto de vista da oferta da indústria do turismo, um destino é geralmente definido por uma fronteira geopolítica e o marketing do destino é mais comumente financiado por governos. Do ponto de vista do viajante, um destino pode ser percebido de forma bem diferente.

## Impacto econômico e proteção
O turismo gera benefícios econômicos substanciais tanto para os países anfitriões quanto para os países de origem dos turistas. Especialmente nos países em desenvolvimento, uma das principais motivações para uma região se promover como destino turístico é o benefício econômico esperado. Segundo a Organização Mundial do Turismo, 698 milhões de pessoas viajaram para o exterior em 2000.
As atrações turísticas podem:
- contribuir para as receitas do governo; as contribuições diretas são geradas por impostos sobre a renda de empregos e empresas de turismo, e por impostos diretos sobre turistas, como taxas de embarque;
- fornecer emprego;
- apoiar a conservação de habitats, espécies e locais históricos;
- estimular o investimento em infraestrutura;
- contribuir para as economias locais;
- fornecer ganhos em moeda estrangeira.

Em caso de guerra, muitas atrações turísticas podem ser danificadas, a fim de causar danos duradouros ao inimigo ou para financiar a guerra. Portanto, tentativas internacionais são feitas para proteger e preservar essas bases econômicas e culturais de uma comunidade, cidade ou país. Há uma cooperação intensa entre as Nações Unidas, a UNESCO e a Blue Shield International na proteção de bens culturais e locais do Patrimônio Mundial da UNESCO. No entanto, a cooperação entre organizações e autoridades estaduais não é suficiente para evitar destruição, roubo e pilhagem. O presidente fundador da Blue Shield International Karl von Habsburg resumiu com as palavras: “Sem a comunidade local e sem os participantes locais, isso seria completamente impossível”.